# Lionel Lord
Lionel Lord (3 november 1980) is een voormalig Nederlandse profvoetballer van Surinaamse komaf die uitkwam voor onder andere: Eendracht Aalst, KV Oostende, Fortuna Sittard, Cambuur Leeuwarden en sc Heerenveen. 
Lord speelde in de jeugd voor RCS, VC Vlissingen, Middelburg en Veere.
Op 26 mei 2011 werd bekend dat Lord heeft getekend bij zaterdaghoofdklasser Hoek voor seizoen 2011/12
Lord speelde bij de amateurs van Veere, waar hij door zijn scorend vermogen opviel bij profclub sc Heerenveen. Hier zou hij in eerste instantie spelen bij de beloften. Maar vanwege zijn progressie kon hij op zijn drieëntwintigste verjaardag debuteren in de 0-2 gewonnen bekerwedstrijd tegen BV Veendam

## Statistieken
| Seizoen | Club                | Land      | Competitie        | Wed. | Goals |
| ------- | ------------------- | --------- | ----------------- | ---- | ----- |
| 2001/02 | sc Heerenveen       | Nederland | Eredivisie        | 1    | 0     |
| 2002/03 | Cambuur Leeuwarden  | Nederland | Eerste Divisie    | 31   | 6     |
| 2003/04 | Cambuur Leeuwarden  | Nederland | Eerste Divisie    | 9    | 0     |
| 2003/04 | FC Dordrecht        | Nederland | Eerste Divisie    | 9    | 2     |
| 2004/05 | Sportfreunde Siegen | Duitsland | Regional Liga Süd | 7    | 1     |
| 2005/06 | Fortuna Sittard     | Nederland | Eerste Divisie    | 29   | 7     |
| 2006/07 | KV Oostende         | België    | Tweede Klasse     | 28   | 11    |
| 2007/08 | KV Oostende         | België    | Tweede Klasse     | ?    | ?     |
| 2007/08 | Eendracht Aalst     | België    | Derde Klasse      | ?    | ?     |
| 2008/09 | Eendracht Aalst     | België    | Derde Klasse      | ?    | ?     |